# 朱安潀
魯山康和王朱安潀（1479年—1524年），明朝周藩第一代魯山王，周惠王朱同䥝的庶第十七子。

## 生平
弘治三年（1490年）九月，封魯山王。
嘉靖三年（1524年），朱安潀去世，享年四十六歲，諡號康和。四年後，庶長子朱睦欏襲爵。

## 家庭

### 妻
- 江氏，南城兵馬副指揮江夔女，弘治十年（1497年）十一月冊為魯山王妃[4]

### 子
- 庶長子：魯山榮安王朱睦欏[3]